# Formose Mendy (football, 1989)
Pour les articles homonymes, voir Formose Mendy et Mendy.
 (septembre 2024).
La mise en forme du texte ne suit pas les recommandations de Wikipédia : il faut le « wikifier ».
Les points d'amélioration suivants sont les cas les plus fréquents :
- Les titres sont pré-formatés par le logiciel. Ils ne sont ni en capitales, ni en gras.
- Le texte ne doit pas être écrit en capitales (les noms de famille non plus), ni en gras, ni en italique, ni en « petit »…
- Le gras n'est utilisé que pour surligner le titre de l'article dans l'introduction, une seule fois.
- L'italique est rarement utilisé : mots en langue étrangère, titres d'œuvres, noms de bateaux, etc.
- Les citations ne sont pas en italique mais en corps de texte normal. Elles sont entourées par des guillemets français : « et ».
- Les listes à puces sont à éviter, des paragraphes rédigés étant largement préférés. Les tableaux sont à réserver à la présentation de données structurées (résultats, etc.).
- Les appels de note de bas de page (petits chiffres en exposant, introduits par l'outil «  Source ») sont à placer entre la fin de phrase et le point final[comme ça].
- Les liens internes (vers d'autres articles de Wikipédia) sont à choisir avec parcimonie. Créez des liens vers des articles approfondissant le sujet. Les termes génériques sans rapport avec le sujet sont à éviter, ainsi que les répétitions de liens vers un même terme.
- Les liens externes sont à placer uniquement dans une section « Liens externes », à la fin de l'article. Ces liens sont à choisir avec parcimonie suivant les règles définies. Si un lien sert de source à l'article, son insertion dans le texte est à faire par les notes de bas de page.
- La présentation des références doit suivre les conventions bibliographiques. Il est recommandé d'utiliser les modèles {{Ouvrage}}, {{Chapitre}}, {{Article}}, {{Lien web}} et/ou {{Bibliographie}}. Le mode d'édition visuel peut mettre en forme automatiquement les références.
- Insérer une infobox (cadre d'informations à droite) n'est pas obligatoire pour parachever la mise en page.

Pour une aide détaillée, merci de consulter Aide:Wikification.
Si vous pensez que ces points ont été résolus, vous pouvez retirer ce bandeau et améliorer la mise en forme d'un autre article.
Formose Mendy est un footballeur international bissaoguinéen né le 23 mars 1989 à Guédiawaye. Il évolue au poste d'ailier au sein du club autrichien de l'USV Nappersdorf.

## Carrière en club

### Formation
Formé à l'Olympique lyonnais puis à Lens, il rejoint Istres en 2008 évoluant alors en National 1.

### Découverte du professionnalisme en Espagne
Lors de l'été 2009, il s'envole pour l'Espagne en signant au CD Puertollano, club de D3 espagnole. Après une saison, il s'engage au Sporting de Gijón, intégrant l'équipe réserve lors de sa première année. C'est lors de la saison 2011-2012 qu'il découvre le monde professionnel en jouant son premier de Liga BBVA le 25 février 2012 face au Racing Santander.

### Angleterre et Finlande
Le 29 septembre 2014, il rejoint le Blackpool FC, club anglais évoluant en Championship. Non conservé, il enchaîne en Finlande en signant au HJK Helsinki le 20 avril 2014.

### A travers le monde
Le 1er janvier 2016, il signe en Turquie avec l'Adana Demirspor évoluant en Süper Lig puis découvre le continent africain en rejoignant le Pyramids FC évoluant en deuxième division égyptienne puis au El Raja SC évoluant en première division.

## Carrière internationale
Le 9 février 2011, il joua son premier match international face à la Gambie.

## Palmarès
HJK Helsinki :
- Vainqueur de la Coupe de Finlande 2015